# Aéroport du Kruger Mpumalanga
L'aéroport international Kruger Mpumalanga (code IATA : MQP • code OACI : FAKN) est situé à 27 km au nord-est de Nelspruit au Mpumalanga, Afrique du Sud. Il dessert la région de Nelspruit et le Parc national Kruger. Il y a des vols réguliers pour d'autres villes sud-africaines ainsi que pour des destinations régionales en Afrique australe. Il existe un autre aéroport à Nelspruit, à 9 km au sud-ouest de la ville, remplacé en 2001.

## Situation
'
| Bloemfontein Mthatha Skukuza Richards Bay Polokwane/Pietersburg Pietermaritzburg Prétoria-Wonderboom Ulundi Upington Pilanesberg Le Cap Phalaborwa Port Elizabeth Kruger Mpumalanga Kimberley Mala Mala Durban George Plettenberg · Bay Hoedspruit Jo'bourg-Lanséria Jo'bourg-OR Tambo East London |

Carte statique des aéroports d'Afrique du Sud.Carte dynamique des aéroports d'Afrique du Sud.

## Compagnies aériennes et destinations
| Compagnies       | Destinations                                                                   |
| ---------------- | ------------------------------------------------------------------------------ |
| Airlink          | - Durban, - Johannesburg, - Le Cap, - Livingstone, - Skukuza, - Victoria Falls |
| Fastjet Zimbabwe | Victoria Falls                                                                 |
| Federal Air      | Phinda, Skukuza, Timbavati                                                     |

Actualisé le 21/11/2023